# Циртгайм
Циртгайм (нім. Ziertheim) — громада в Німеччині, знаходиться в землі Баварія. Підпорядковується адміністративному округу Швабія. Входить до складу району Діллінген. Складова частина об'єднання громад Віттіслінген.
Площа — 20,83 км2. Населення становить 1041 ос. (станом на 31 грудня 2020).

## Галерея

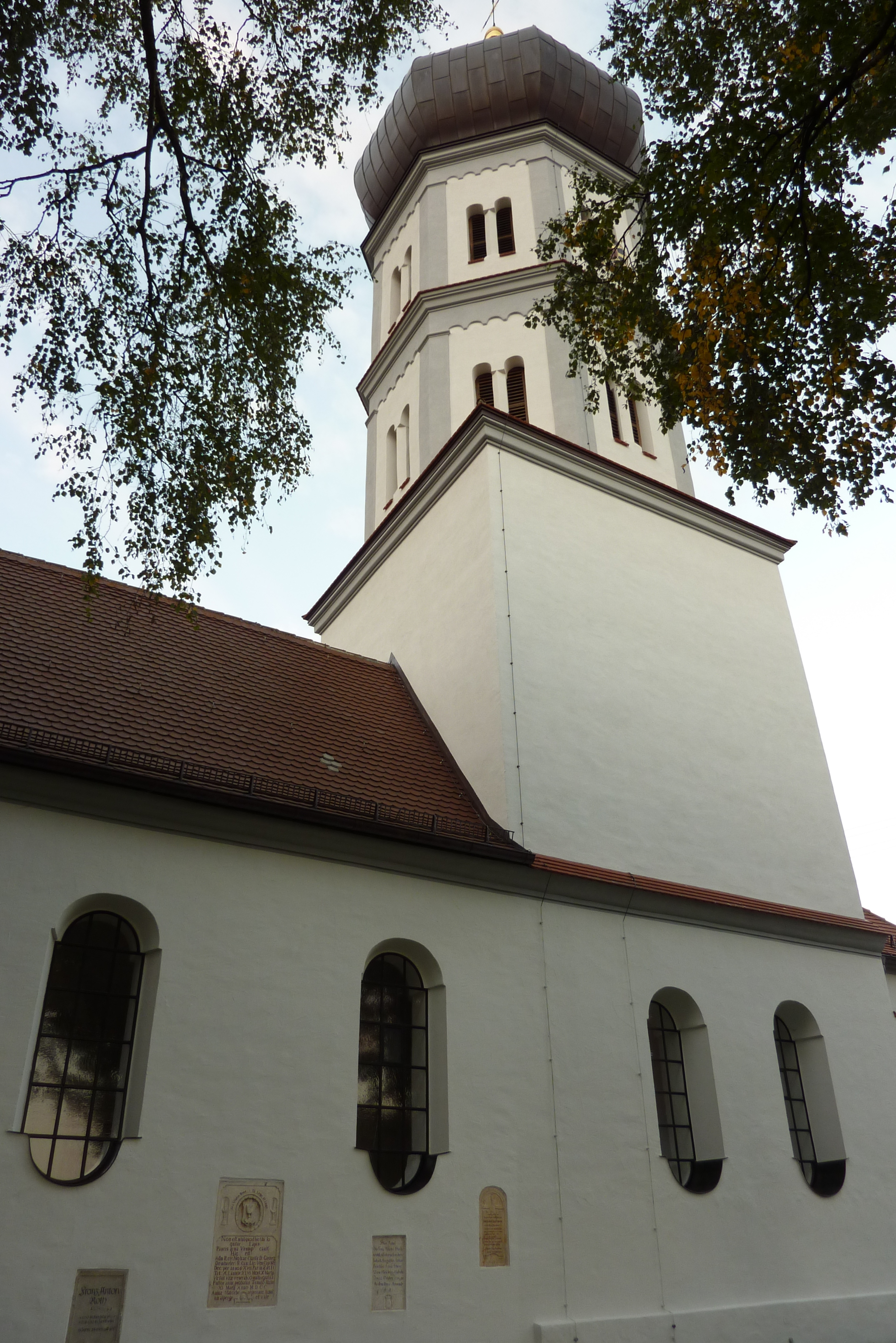
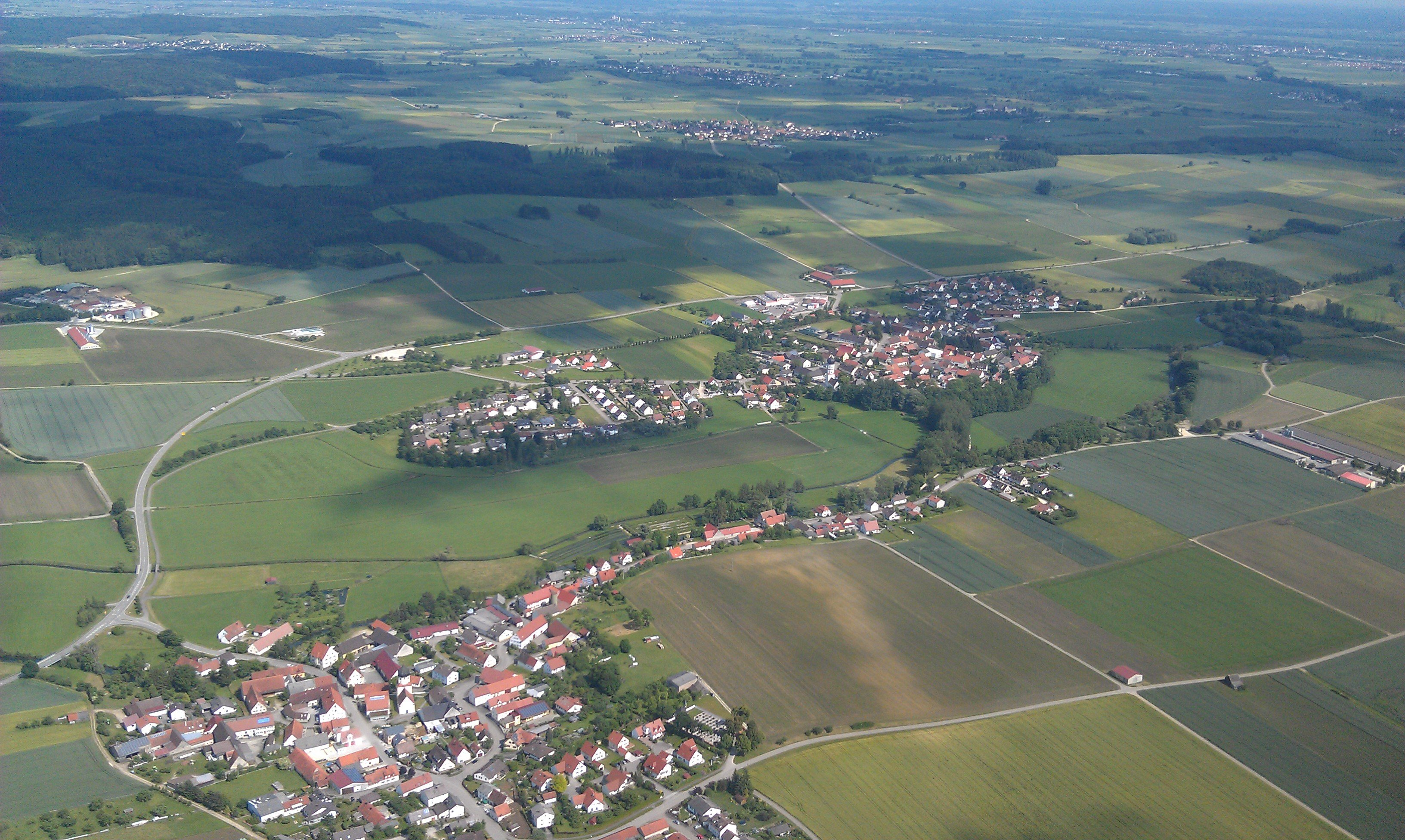